# Bart Verbruggen
Bart Verbruggen, född 18 augusti 2002 i Zwolle, är en nederländsk fotbollsspelare som spelar i Brighton, och som representerar det nederländska landslaget.

## Karriär
Verbruggen representerade som junior NAC Breda där han även inledde sin seniorkarriär 2019. 2020 lämnande för Anderlecht innan han värvade av Brighton 2023. Han har även representerat det nederländska landslaget på olika juniornivåer sedan 2019. 2023 debuterade han i A-landslaget, och medverkade i EM 2024.